# Inversion (meteorologi)

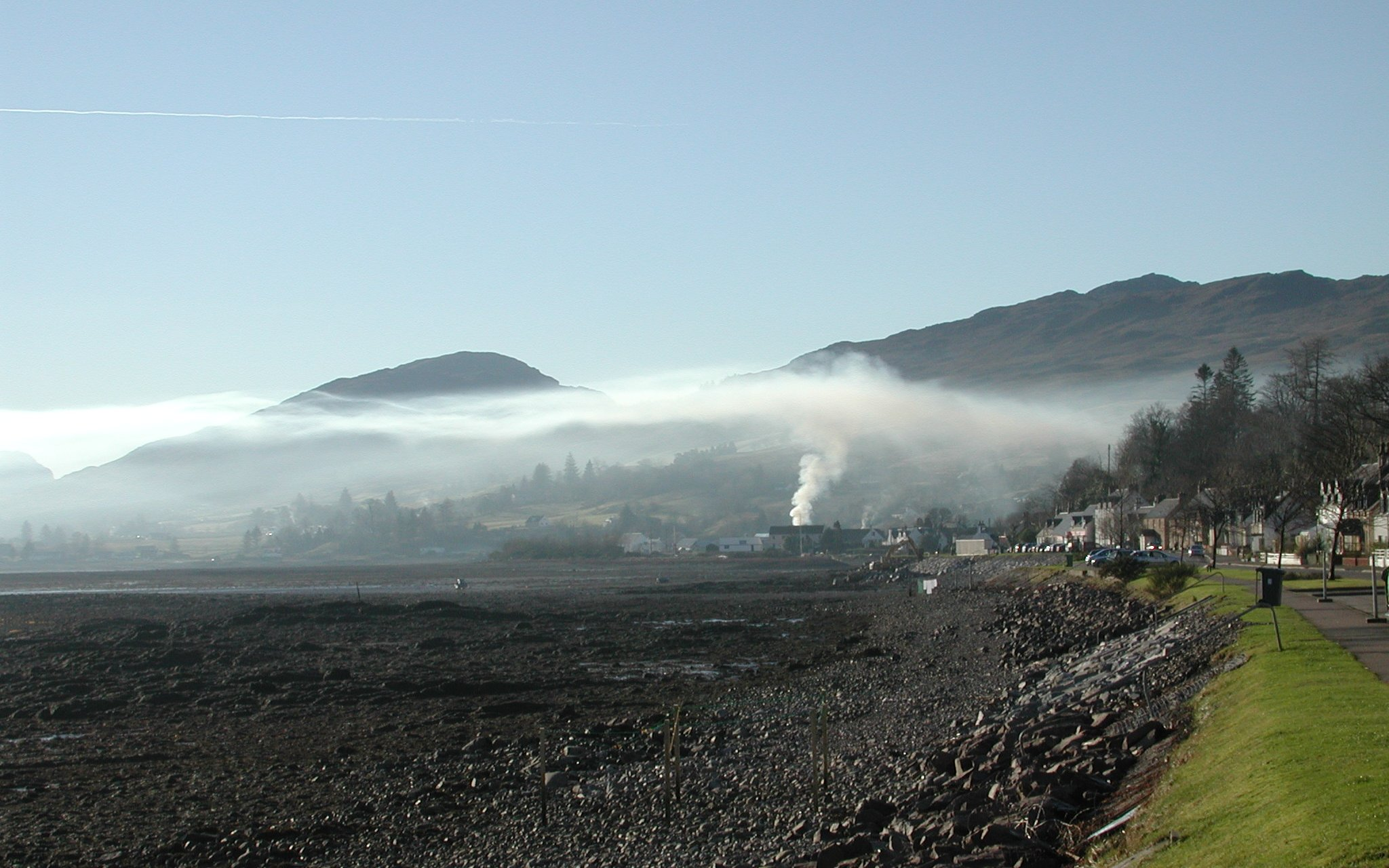
Röken hänger kvar (januari i skotska högländerna).

Inversion, även kallat extremt stabil skiktning, är ett speciellt väderläge då varm luft inte kan stiga i höjdled som den brukar, vilket gör att avgaser och andra luftföroreningar blir kvar i eller nära marknivå.
I troposfären (den understa delen av atmosfären, 0 - ca 11 km) avtar normalt lufttemperaturen med höjden, så att "paket" av extra varm - och därmed lättare - luft vid marken (till exempel avgaser eller skorstensrök) kan stiga uppåt obehindrat. Vid inversion har det uppstått ett läge där lufttemperaturen istället, i ett begränsat skikt, ökar med höjden. Ett "paket" ursprungligen varm luft kan, när det når detta skikt, vara lika varmt som luften i inversionsskiktet, och stannar då på den höjden.
Inversion uppstår mest vid kyla och vindstilla, då marken kyler luften så den blir kallare än högre liggande luft.
I storstäder kan inversionen leda till en koncentration av mycket höga halter av luftföroreningar vid marknivå. I Norrland är vädertypen vanlig på vintern, men det blir aldrig så höga föroreningar tack vare att städerna är mindre. Göteborg har störst problem i Sverige på grund av läget vid en sluttning och den stora trafikmängden. 2010 hade Göteborg problem med kvävedioxid på grund av inversion .
Mexico city är en stad som brukar drabbas av inversion.